# Внутрішнє пасмо Кримських гір
Внутрішнє пасмо Кримських гір (крим. Qırım dağlarınıñ içki sırası) — одне з трьох пасом (середнє між Зовнішнім, найнижчим, і Головним, найвищим), що утворюють систему Кримських гір.

## Географія
Внутрішня гряда лежить північніше і північно-західніше Головного пасма, починаючись від Меккензієвих гір в районі Севастополя і тягнеться на північний схід до Білогірська, а далі на схід до гори Агармиш поблизу Старого Криму, на 125 кілометрів. Висоти гряди коливається в межах 400—500 метрів.
На заході висота сягає 583 м над рівнем моря (масив Мангуп), а на сході — 343 м (Ак-Кая).
Від Головної гряди Внутрішня відокремлена внутрішнім поздовжнім зниженням, яке починається Байдарською долиною і тягнеться через улоговини, приблизно по лінії Тернівка — Куйбишеве — Кудрине — Трудолюбівка — Партизанський — Лозове — Зуя — Білогірськ — Багате — Курське. Гряда найбільш виражена на відрізку від Балаклави до Сімферополя і від Білогірська до гори Аргамиш, а північніше Довгоруківської яйли це скоріше похила рівнина.

## Геологія і рельєф
На всьому протязі Внутрішня гряда складена еоценовими нумулітовими вапняками, а в південно-західній частині, до долини Альми, скелясті верхні шари — ще й верхньокрейдяними мохуватковими вапняками, у зв'язку з чим в цьому районі вона складається з двох гребенів. Внутрішня гряда розсічена річковими долинами, в місцях перетину гребенів гряди річками утворилися глибокі подібні до ущелин відрізки долин — каньйони: Бельбекський — оголошений пам'яткою природи і менш грандіозні — Качинський і Альмінський. У Білогірська в гряді виділяється скеля Ак-Кая, а на сході, біля села Багате, в гірському масиві Бурундук-Кая, розташована найбільша вершина Внутрішньої гряди — гора Кубалач висотою 739 м. В західній частині гряди в результаті ерозійних і тектонічних процесів утворилися гори-останці, широко відомі завдяки печерним містам, що перебували на них: Мангуп на горі Бабадаг, Тепе-Кермен та інші.
Із заходу і північного заходу Внутрішня гряда відділена поздовжньою долиною від Зовнішнього пасма Кримських гір. У районах Інкермана і річки Альми багато століть ведеться промислова розробка мшанкових вапняків.